# 대한민국 민법 제276조
대한민국 민법 제276조는 [총유물의 관리, 처분과 사용, 수익]에 대한 민법총칙 조문이다.

## 조문
민법 제276조(총유물의 관리, 처분과 사용, 수익) (1) 총유물의 관리 및 처분은 사원총회의 결의에 의한다. 
②각사원은 정관 기타의 규약에 좇아 총유물을 사용, 수익할 수 있다.

## 판례
- 종중의 소유 재산은 종중원의 총유로서, 그 처분은 종중규약이 정한 바에 따르고, 만일 종중규약에 그러한 규정이 없을 때에는 종중원총회의 결의에 따라야 한다[1]

## 참고 문헌
- 오현수, 일본민법, 진원사, 2014. ISBN 9788963463452
- 오세경, 대법전, 법전출판사, 2014 ISBN 9788926210277
- 이준현, LOGOS 민법 조문판례집, 미래가치, 2015. ISBN 9791155020869

## 같이 보기
- 총유
- 공동소유